# Дембно (Новотарзький повіт)
Дембно (пол. Dębno) — село в Польщі, у гміні Новий Торг Новотарзького повіту Малопольського воєводства. Населення — 841 особа (2011).
У 1975-1998 роках село належало до Новосондецького воєводства.

## Демографія
Демографічна структура станом на 31 березня 2011 року:
|          | Загалом | Допрацездатний вік | Працездатний вік | Постпрацездатний вік |
| -------- | ------- | ------------------ | ---------------- | -------------------- |
| Чоловіки | 396     | 98                 | 258              | 40                   |
| Жінки    | 445     | 92                 | 261              | 92                   |
| Разом    | 841     | 190                | 519              | 132                  |